# Лугуті (Індіана)
Лугуті (англ. Loogootee) — місто (англ. city) в США, в окрузі Мартін штату Індіана. Населення — 2601 особа (2020).

## Географія
Лугуті розташоване за координатами 38°40′32″ пн. ш. 86°54′51″ зх. д. / 38.67556° пн. ш. 86.91417° зх. д. (38.675652, -86.914124).  За даними Бюро перепису населення США в 2010 році місто мало площу 4,07 км², з яких 4,06 км² — суходіл та 0,01 км² — водойми.

### Клімат
| Клімат : Лугуті               | Клімат : Лугуті | Клімат : Лугуті | Клімат : Лугуті | Клімат : Лугуті | Клімат : Лугуті | Клімат : Лугуті | Клімат : Лугуті | Клімат : Лугуті | Клімат : Лугуті | Клімат : Лугуті | Клімат : Лугуті | Клімат : Лугуті | Клімат : Лугуті |
| Показник                      | Січ.            | Лют.            | Бер.            | Квіт.           | Трав.           | Черв.           | Лип.            | Серп.           | Вер.            | Жовт.           | Лист.           | Груд.           | Рік             |
| Абсолютний максимум, °C       | 22,2            | 25,0            | 28,3            | 32,2            | 36,7            | 38,9            | 40,0            | 37,8            | 39,4            | 33,3            | 28,3            | 25,0            | 40,0            |
| Середній максимум, °C         | 3,3             | 6,7             | 12,2            | 18,9            | 23,9            | 28,3            | 30,0            | 30,0            | 26,7            | 20,0            | 12,8            | 5,6             | 18,2            |
| Середній мінімум, °C          | −7,2            | −5,6            | −1,1            | 4,4             | 10,0            | 15,0            | 17,2            | 16,1            | 11,7            | 5,0             | 0,6             | −5              | 5,1             |
| Абсолютний мінімум, °C        | −30,6           | −27,8           | −22,8           | −10             | −2,8            | 2,8             | 7,8             | 5,6             | 0,0             | −8,9            | −17,8           | −28,9           | −30,6           |
| Норма опадів, мм              | 80              | 74              | 108             | 114             | 142             | 108             | 120             | 96              | 85              | 80              | 114             | 90              | 1211            |
| ----------------------------- | --------------- | --------------- | --------------- | --------------- | --------------- | --------------- | --------------- | --------------- | --------------- | --------------- | --------------- | --------------- | --------------- |
| Джерело: The Weather Channel. |                 |                 |                 |                 |                 |                 |                 |                 |                 |                 |                 |                 |                 |

## Демографія
Згідно з переписом 2010 року, у місті мешкала 2751 особа в 1206 домогосподарствах у складі 709 родин. Густота населення становила 676 осіб/км².  Було 1324 помешкання (325/км²).
Расовий склад населення:
| - 98,3 % — білих - 0,3 % — азіатів - 0,2 % — корінних американців - 0,1 % — чорних або афроамериканців |

До двох чи більше рас належало 0,5 %. Частка іспаномовних становила 0,8 % від усіх жителів.
За віковим діапазоном населення розподілялося таким чином: 23,4 % — особи молодші 18 років, 59,5 % — особи у віці 18—64 років, 17,1 % — особи у віці 65 років та старші. Медіана віку мешканця становила 40,4 року. На 100 осіб жіночої статі у місті припадало 91,3 чоловіків;  на 100 жінок у віці від 18 років та старших — 88,2 чоловіків також старших 18 років.
Середній дохід на одне домашнє господарство  становив 47 753 долари США (медіана — 39 070), а середній дохід на одну сім'ю — 60 184 долари (медіана — 50 882). За межею бідності перебувало 20,0 % осіб, у тому числі 34,6 % дітей у віці до 18 років та 16,7 % осіб у віці 65 років та старших.
Цивільне працевлаштоване населення становило 1212 особи. Основні галузі зайнятості: освіта, охорона здоров'я та соціальна допомога — 20,7 %, виробництво — 16,2 %, публічна адміністрація — 14,2 %, роздрібна торгівля — 13,8 %.